# Уола уола
Уола уола на английски: Walla Walla е северноамериканско индианско племе, живяло в поречието на река Уола уола и в района на сливането на реките Снейк и Колумбия в северен Орегон и югоизточен Вашингтон. На техния език, класифициран към Сахаптинското езиково семейство, уола уола означава „малка река“.
Подобно на останалите племена от Платото уола уола разчитат за прехраната си на сьомгата, корените камас и лова на диви животни.
Луис и Кларк са първите бели, които ги посещават през 1805 г. След това племето има чести контакти с търговците на кожи дошли в региона веднага след изследователите. През 1818 г. Северозападната компания за търговия с кожи основава Форт Не персе в устието на река Уола уола. Подобно на останалите племена в региона племето живее в мир до 1850-те. След това техни войни взимат дейно участие във Войната якима през 1855 1856 г. В този период главен вожд на племето е Пеопео моксмокс, убит от войниците на полковник Джеймс Кели. Неговото убийство е една от причините за избухването на Войната Кьор д’Ален през 1858 г. Заедно с каюс и уматила, уола уола са заселени в резервата Уматила, където техните потомци продължават да живеят и до днес като част от конфедеративните племена на резервата Уматила.